# Teju Cole
Teju Cole, född 27 juni 1975 av nigerianska föräldrar i USA samt uppvuxen i Nigeria, är en nigeriansk-amerikansk författare, fotograf och konsthistoriker som för närvarande bor i Brooklyn, New York.
Coles roman Öppen stad ges ut på svenska i samband med Moderna museets litteraturfestival Stockholm Literature i oktober 2014. Den har jämförts med bland andra Zadie Smith och Joseph O'Neill.